# 安库姆
安库姆是德国下萨克森州的一个市镇。总面积66.32平方公里，总人口7207人，其中男性3588人，女性3619人（2011年12月31日），人口密度109人/平方公里。